# Hafenlotsengesellschaft Bremerhaven
In der Hafenlotsengesellschaft Bremerhaven sind die Hafenlotsen der Stadt Bremerhaven organisiert. Die Mitglieder der Hafenlotsengesellschaft werden als Freiberufler im Auftrag des Landes Bremen tätig und gewährleisten das Lotswesen im Hafen von Bremerhaven. Die Hafenlotsengesellschaft Bremerhaven ist berechtigt, das Hafenlotsenwesen selbst zu verwalten. Sie untersteht als eine Körperschaft des öffentlichen Rechts der Aufsicht des Bremer Senators für Wirtschaft und Häfen.

## Hafenlotsen
Derzeit sind 31 Hafenlotsen in der Hafenlotsengesellschaft Bremerhaven organisiert. Jedes Mitglied verfügt über ein Kapitänspatent und mehrjährige Erfahrung als Seeoffizier. Die Hafenlotsen übernehmen einfahrende Schiffe an der Bremer Landesgrenze von den Weserlotsen der Lotsenbrüderschaft Weser II/Jade bzw. der Lotsenbrüderschaft Weser I und stehen bis zum Anlegen im Hafen dem jeweiligen Kapitän beratend zur Seite. Das Einkommen der Hafenlotsen wird nicht aus dem Steueraufkommen, sondern ausschließlich aus den Gebühren finanziert, welche die Reedereien oder die jeweiligen Schiffseigner für den Lotsendienst entrichten. Die Hafenlotsen werden durch den Bremer Senator für Wirtschaft und Häfen berufen.

## Lotsenbrüderschaft
Die Hafenlotsen Bremerhavens sind seit dem Jahr 1830 organisiert. Die Hafenlotsengesellschaft Bremerhaven hat ihren Sitz auf der Columbusinsel in der Geo-Plate-Straße 1 südlich der Columbuskaje zwischen der Weser und dem Bremerhavener Hafen. Sie ist eine der neun Lotsenbrüderschaften der Bundesrepublik Deutschland und neben der Hafenlotsenbrüderschaft Hamburg eine von zwei Hafenlotsenbrüderschaften. Alle sechs Jahre wählen die Bremerhavener Hafenlotsen einen sogenannten Ältermann, der der Hafenlotsengesellschaft vorsteht. Im Gegensatz zu den Seelotsen sind die Hafenlotsen nicht in der Bundeslotsenkammer vertreten und übersenden ihre Ältermänner nicht dorthin. Ein jeder Hafenlotse ist aber berechtigt, als Einzelmitglied in den Bundesverband der See- und Hafenlotsen einzutreten, der ebenfalls seinen Sitz in Bremerhaven hat.